# Nouna
Nouna es una ciudad de la provincia de Kossi, en la región Boucle du Mouhoun, Burkina Faso. A 9 de diciembre de 2006 tenía una población censada de 22 166 habitantes.